# Lyria (banda)
Lyria é uma banda brasileira de metal alternativo sinfônico do Rio de Janeiro fundada pela meio-soprano e compositora Aline Happ em 2012.
A banda é considerada um dos maiores nomes da nova geração do heavy metal brasileiro, com dois álbuns lançados através de campanhas bem-sucedidas de crowdfunding, contando com fãs de todo o mundo. Seu som é uma mistura de diferentes tipos de estilos de música, como celta, thrash, sinfônico, gótico e industrial, equilibrando peso, para criar uma base de fãs de metal, com a quantidade correta de melodia, para agradar aos fãs que não estão tão acostumados ao estilo.
Focado em temas contendo mensagens de cura e autoajuda, o Lyria tenta ajudar as pessoas por meio do poder da música. Suas letras carregam significados que buscam incentivar aos ouvintes a superar maus momentos e aconselham a enfrentar as dificuldades da vida, abordando assuntos como autismo, ansiedade e depressão.
A banda tem realizado vários shows no Brasil, em capitais como Rio de Janeiro, Curitiba, Belo Horizonte, São Paulo, entre outras, também apresentando shows acústicos em festivais medievais e temáticos. Além disso, o Lyria é uma das bandas pioneiras em shows transmitidos online, via streaming, diretamente de um estúdio, realizando shows online em que participam fãs de todas as partes do mundo.

## História
Aline Happ fundou o Lyria em 2012. O nome foi inspirado na mitologia grega, combinando as palavras lira (instrumento de cordas), lírio (flor) e letra. Em 2013, Thiago Zig (baixo) e Eliezer Andre (bateria) se juntaram oficialmente à banda.
Em 2014, Lyria lançou seu primeiro álbum, Catharsis, através de uma bem-sucedida campanha de crowdfunding, na qual fãs de diferentes partes do mundo se envolveram com a causa, arrecadando mais de US$ 8.000. Alguns meses depois, Lyria apresentou seu primeiro videoclipe, "Jester", financiado pela mesma campanha de financiamento coletivo.
Em 2015, Rod Wolf (guitarra) se juntou à banda.
Em 2016, a banda lançou seu segundo videoclipe, "Revenge", que foi gravado ao vivo no Roça'n Roll Festival. No mesmo ano, Eliezer Andre deixou a banda, sendo posteriormente substituído por Thiago Mateu, que assumiu a bateria em 2017.
Nos anos de 2016 e 2017, a banda recebeu o prêmio de artista de heavy metal mais acessado do Palco Mp3.
Em 2018, o Lyria lançou o Immersion, seu segundo álbum, que foi apoiado por uma campanha de crowdfunding que arrecadou mais de US$ 13.000. A música "Hard to Believe" foi selecionada para o primeiro videoclipe do disco, sendo lançada juntamente com este. No fim de 2018, Lyria lançou o clipe para a faixa "Let Me Be Me", gravada na cobertura de um prédio no Centro do Rio de Janeiro. O vídeo é dedicado à memória de Élan Botkin, fã e fundador do fã-clube Lyria Army, que tinha a música como favorita.
Em outubro de 2019, uma das músicas mais populares de Lyria, "The Rain" também recebe um videoclipe, inspirado na história de um fã australiano, diagnosticado no espectro do autismo, a música fala sobre superação e amor de forma poética. O clipe mostra uma série de easter eggs relacionados ao distúrbio, como forma de chamar a atenção para a causa.
Em março de 2020, sai o clipe para a faixa “Last Forever”, lançado no início da pandemia de Covid-19, que lembra aos fãs que a dor não vai durar para sempre, como forma de manter a esperança de um futuro melhor.

## Discografia
- Catharsis (2014)
- Immersion (2018)

## Vídeos musicais
- Jester (2014)
- Revenge (2016)
- Hard to Believe (2018)
- Let Me Be Me (2018)
- The Rain (2019)
- Last Forever (2020)
- Run to You (2020)

## Integrantes

### Integrantes atuais[27]
- Aline Happ – vocalista (2012–presente)
- Thiago Zig – baixo, backing vocal (2013–presente)
- Rod Wolf – guitarra (2015–presente)
- Thiago Mateu – bateria (2017–presente)

### Integrantes antigos
Eliezer Andre - bateria (2013-2017)